# Fatima Ezzahra Gardadi
Fatima Ezzahra Gardadi, née le 20 mars 1992, est une athlète marocaine spécialiste du fond. Elle remporte la médaille de bronze aux Mondiaux 2023.

## Carrière
Le 26 août 2023, Fatima Gardadi remporte la médaille de bronze du marathon aux Mondiaux 2023 en 2 h 25 min 17 s derrière les Éthiopiennes Amane Beriso (2 h 24 min 23 s) et Gotytom Gebreslase (2 h 24 min 34 s). C'est la première fois qu'une athlète marocaine est médaillée en marathon aux championnats du monde.

## Palmarès
| Date | Compétition            | Lieu      | Résultat | Discipline    | Temps           |
| ---- | ---------------------- | --------- | -------- | ------------- | --------------- |
| 2019 | Championnats panarabes | Le Caire  | 3e       | 5 000 m       |                 |
| 2021 | Championnats panarabes | Radès     | 1re      | 10 000 m      |                 |
| 2022 | Marathon de Marrakech  | Marrakech | 1re      | Marathon      |                 |
| 2023 | Championnats panarabes | Marrakech | 2e       | Semi-marathon |                 |
| 2023 | Championnats du monde  | Budapest  | 3e       | Marathon      | 2 h 25 min 17 s |
| 2024 | Jeux olympiques        | Paris     | 11e      | Marathon      | 2 h 26 min 30 s |